# Drambon
 Drambon  là một xã ở tỉnh Côte-d’Or trong vùng Bourgogne-Franche-Comté, phía đông nước Pháp. Xã Drambon nằm ở khu vực có độ cao trung bình 192 mét trên mực nước biển.